# Уганда на летних Олимпийских играх 1972
Уганда принимала участие в Летних Олимпийских играх 1972 года в Мюнхене (ФРГ) в пятый раз за свою историю, и завоевала одну серебряную и одну золотую медали. Уганда выиграла свою первую золотую олимпийскую медаль.

## Золото
- Лёгкая атлетика, мужчины, 400 метров, бег с препятствиями — Джон Акий-Буа.

## Серебро
- Бокс, мужчины, — Лео Рвабвого.